# Volleybal op de Olympische Zomerspelen 2008 (kwalificatie)
Deze pagina beschrijft de kwalificatie voor het volleybaltoernooi op de Olympische Zomerspelen 2008.

## Medailles
In totaal zullen er in vier disciplines medailles worden uitgereikt:
- Volleybal mannen (12 deelnemende teams)
- Volleybal vrouwen (12 deelnemende teams)
- Beachvolleybal mannen (24 deelnemende teams)
- Beachvolleybal vrouwen (24 deelnemende teams)

## Kwalificatie
Elk Nationaal Olympisch Comité mag één mannen- en één vrouwenteam afvaardigen naar de kwalificaties voor het volleybal, en 2 mannen- en vrouwenteams naar de kwalificatietoernooien voor het beachvolleybal.

### Zaalvolleybal mannen
| Competitie                            | Datum                         | Locatie    | Deelnemers | Gekwalificeerd             |
| ------------------------------------- | ----------------------------- | ---------- | ---------- | -------------------------- |
| Gastland                              | -                             | -          | 1          | China                      |
| FIVB World Cup 2007                   | 18 november - 2 december 2007 | Japan      | 3          | Brazilië Rusland Bulgarije |
| Afrikaans kwalificatietoernooi        | 2-9 februari 2008             | Durban     | 1          | Egypte                     |
| Aziatisch kwalificatietoernooi*       | 31 mei - 8 juni 2008          | Tokio      | 1          | Japan                      |
| Europese kwalificatietoernooi         | 7-13 januari 2008             | İzmir      | 1          | Servië                     |
| Noord-Amerikaans kwalificatietoernooi | 6-11 januari 2008             | Caguas     | 1          | Verenigde Staten           |
| Zuid-Amerikaans kwalificatietoernooi  | 3-7 januari 2008              | Formosa    | 1          | Venezuela                  |
| Olympisch Kwalificatietoernooi I      | 23-25 mei 2008                | Düsseldorf | 1          | Duitsland                  |
| Olympisch Kwalificatietoernooi II     | 30 mei - 1 juni 2008          | Espinho    | 1          | Polen                      |
| Olympisch Kwalificatietoernooi III    | 31 mei - 8 juni 2008          | Tokio      | 1          | Italië                     |
| TOTAAL                                |                               |            | 12         |                            |

* Het Aziatisch kwalificatietoernooi werd gehouden als deel van Olympisch Kwalificatietoernooi III. De winnaar van het toernooi plaatste zich voor de Olympische Spelen, daarnaast plaatste zich het beste Aziatische team buiten de toernooiwinnaar.
Olympisch Kwalificatietoernooi:
- Toernooi I:  Duitsland,  Spanje,  Chinees Taipei en  Cuba.
- Toernooi II:  Portugal,  Polen,  Indonesië en  Puerto Rico.
- Toernooi III:  Japan,  Australië,  Zuid-Korea,  Iran,  Thailand,  Italië,  Algerije en  Argentinië.

### Zaalvolleybal vrouwen
| Competitie                            | Datum               | Locatie   | Deelnemers | Gekwalificeerd                   |
| ------------------------------------- | ------------------- | --------- | ---------- | -------------------------------- |
| Gastland                              | -                   | -         | 1          | China                            |
| FIVB World Cup 2007                   | 2-16 november 2007  | Japan     | 3          | Italië Brazilië Verenigde Staten |
| Afrikaans kwalificatietoernooi        | 22-26 januari 2008  | Blida     | 1          | Algerije                         |
| Aziatisch kwalificatietoernooi*       | 17-25 mei 2008      | Tokio     | 1          | Kazachstan                       |
| Europese kwalificatietoernooi         | 15-20 januari 2008  | Halle     | 1          | Rusland                          |
| Noord-Amerikaans kwalificatietoernooi | 17-22 december 2007 | Monterrey | 1          | Cuba                             |
| Zuid-Amerikaans kwalificatietoernooi  | 3-7 januari 2008    | Lima      | 1          | Venezuela                        |
| Olympisch kwalificatietoernooi        | 17-25 mei 2008      | Tokio     | 3          | Servië Japan Polen               |
| TOTAAL                                |                     |           | 12         |                                  |

* Het Aziatisch kwalificatietoernooi werd gehouden als deel van het Olympisch kwalificatietoernooi. De top 3 van het toernooi plaatste zich voor de Olympische Spelen, evenals het beste Aziatische team buiten de top 3.
Olympisch kwalificatietoernooi (8 landen):

Azië:  Japan,  Thailand,  Zuid-Korea,  Kazachstan

Europa:  Servië en  Polen

Noord-Amerika:  Dominicaanse Republiek

Zuid-Amerika of Afrika:  Puerto Rico

### Beachvolleybal
Aan het toernooi doen 24 mannenteams en 24 vrouwenteams mee. Voor mannen en vrouwen gelden dezelfde kwalificatieregels.
Zowel bij de mannen als bij de vrouwen mag elk land met maximaal twee teams meedoen. Elk continent mag met ten minste één team meedoen. Ook het gastland krijgt minstens een plaats. De plaatsen worden ingedeeld op basis van de olympische kwalificatieranglijst van 25 juli 2008

#### Kwalificatie, samenvatting
| Land              | Mannen | Vrouwen | Totaal |
| ----------------- | ------ | ------- | ------ |
| Angola            | 1      |         | 1      |
| Argentinië        | 1      |         | 1      |
| Australië         | 1      | 1       | 2      |
| België            |        | 1       | 1      |
| Brazilië          | 2      | 2       | 4      |
| China             | 1      | 2       | 3      |
| Cuba              |        | 2       | 2      |
| Duitsland         | 2      | 2       | 4      |
| Estland           | 1      |         | 1      |
| Georgië           | 1      | 1       | 2      |
| Griekenland       |        | 2       | 2      |
| Italië            | 1      |         | 1      |
| Japan             | 1      | 1       | 2      |
| Letland           | 1      |         | 1      |
| Mexico            |        | 1       | 1      |
| Nederland         | 2      | 1       | 3      |
| Noorwegen         | 1      | 2       | 3      |
| Oostenrijk        | 2      | 1       | 3      |
| Rusland           | 1      | 1       | 2      |
| Spanje            | 1      |         | 1      |
| Verenigde Staten  | 2      | 2       | 4      |
| Zuid-Afrika       |        | 1       | 1      |
| Zwitserland       | 2      | 1       | 3      |
| Totaal: 23 landen | 24     | 24      | 48     |

#### Mannen
| Nr.                | Rang               | Team                       | Land               |                    |
| Olympische ranking | Olympische ranking | Olympische ranking         | Olympische ranking | Olympische ranking |
| ------------------ | ------------------ | -------------------------- | ------------------ | ------------------ |
| 1                  | 1                  | Rogers - Dalhausser        | USA                | C                  |
| 2                  | 2                  | Ricardo-Emanuel            | BRA                | C                  |
| 3                  | 3                  | Marcio Araujo - Fabio Luiz | BRA                |                    |
| 5                  | 4                  | Nummerdor - Schuil         | NED                | C                  |
| 6                  | 5                  | Xu - Wu                    | CHN                | HC                 |
| 7                  | 6                  | Brink - Dieckmann Ch.      | GER                |                    |
| 8                  | 7                  | Barsoek - Kolodinski       | RUS                |                    |
| 9                  | 8                  | Klemperer - Koreng         | GER                |                    |
| 12                 | 9                  | Gibb - Rosenthal           | USA                |                    |
| 13                 | 10                 | Schacht - Slack            | AUS                |                    |
| 14                 | 11                 | Herrera - Mesa             | ESP                |                    |
| 15                 | 12                 | Heyer - Heuscher           | SUI                |                    |
| 16                 | 13                 | Conde - Baracetti          | ARG                |                    |
| 17                 | 14                 | Kais Kr. - Vesik           | EST                |                    |
| 18                 | 15                 | Doppler - Gartmayer        | AUT                |                    |
| 19                 | 16                 | Boersma E. - Ronnes        | NED                |                    |
| 21                 | 17                 | Geor - Gia                 | GEO                |                    |
| 22                 | 18                 | Kjemperud - Skarlund       | NOR                |                    |
| 23                 | 19                 | Gosch - Horst              | AUT                |                    |
| 24                 | 20                 | Laciga M. - Schnider       | SUI                |                    |
| 25                 | 21                 | Samoilovs - Pļaviņš        | LAT                |                    |
| 28                 | 22                 | Asahi - Shiratori          | JPN                |                    |
| 26                 | 23                 | Lione - Amore1             | ITA                |                    |
| 84                 | 24                 | Fernandes - Morais         | ANG                | C                  |

C: Continentale plaats, H: Gastland
1: Matteo Varnier werd vervangen door Eugenio Amore wegens een blessure.

#### Vrouwen
| Nr.                | Rang               | Team                            | Land               |                    |
| Olympische ranking | Olympische ranking | Olympische ranking              | Olympische ranking | Olympische ranking |
| ------------------ | ------------------ | ------------------------------- | ------------------ | ------------------ |
| 1                  | 1                  | Walsh - May-Treanor             | USA                | C                  |
| 2                  | 2                  | Tian Jia - Wang                 | CHN                | HC                 |
| 3                  | 3                  | Larissa - Ana Paula1            | BRA                | C                  |
| 4                  | 4                  | Xue - Zhang Xi                  | CHN                |                    |
| 5                  | 5                  | Branagh - Youngs                | USA                |                    |
| 6                  | 6                  | Talita - Renata                 | BRA                |                    |
| 9                  | 7                  | Karantasiou - Arvaniti          | GRE                | C                  |
| 11                 | 8                  | Goller - Ludwig                 | GER                |                    |
| 12                 | 9                  | Pohl - Rau                      | GER                |                    |
| 13                 | 10                 | Cook - Barnett                  | AUS                |                    |
| 16                 | 11                 | Hakedal - Torlen                | NOR                |                    |
| 20                 | 12                 | Maaseide - Glesnes              | NOR                |                    |
| 21                 | 13                 | Fernandez Grasset-Larrea Peraza | CUB                |                    |
| 23                 | 14                 | Schwaiger - Schwaiger           | AUT                |                    |
| 25                 | 15                 | Van Breedam - Mouha             | BEL                |                    |
| 26                 | 16                 | Esteves Ribalta - M. Crespo     | CUB                |                    |
| 27                 | 17                 | Koutroumanidou - Tsiartsiani    | GRE                |                    |
| 28                 | 18                 | Uryadova - Shiryaeva            | RUS                |                    |
| 29                 | 19                 | Kadijk R. - Mooren              | NED                |                    |
| 34                 | 20                 | Kuhn - Schwer2                  | SUI                |                    |
| 31                 | 21                 | Candelas - Garcia               | MEX                |                    |
| 32                 | 22                 | Teru Saiki - Kusuhara           | JPN                |                    |
| 33                 | 23                 | Saka - Rtvelo                   | GEO                |                    |
| 81                 | 24                 | Augoustides - Nel               | RSA                | C                  |

C: Continentale plaats, H: Gastland
1: Juliana Felisberta werd vervangen door Ana Paula Connelly wegens een blessure.

2: Het Oostenrijks team Montagnolli - Swoboda was geblesseerd en is vervangen door het Zwitsers team Kuhn - Schwer.
Atletiek · 
Badminton · 
Basketbal · 
Boksen · 
Boogschieten · 
Gewichtheffen ·
Gymnastiek · 
Handbal · 
Hockey · 
Honkbal · 
Judo · 
Kanovaren · 
Moderne vijfkamp · 
Paardensport · 
Roeien ·
Schermen · 
Schietsport ·
Schoonspringen ·
Softbal ·
Synchroonzwemmen ·
Taekwondo ·
Tafeltennis ·
Tennis ·
Triatlon ·
Voetbal · 
Volleybal ·
Waterpolo ·
Wielersport · 
Worstelen ·
Zeilen ·
Zwemmen